# 中華民國全國漁會
中華民國全國漁會（簡稱全國漁會）為中華民國漁會組織，是中華民國第一個全國性的農民團體，總部設於新北市三重區力行路一段6號，原「臺灣省漁會」。其主要業務以輔導、供銷、推廣、會務、財務及漁市場為服務重點。每個月會發行漁友月刊。

## 歷史

### 組織沿革
臺灣日治時期，早期為漁民幫會、郊野寺廟的集合，最初為漁業組合、水產會。1944年《水產業團體法》公佈，將所有漁業、水產會整合為「臺灣水產業會」。
- 1945年：中華民國接管臺灣後，依《漁會法》將水產業會的指導部門改組為「臺灣省漁會聯合會」；依《合作社法》規定，將水產業會經濟部門改組為「臺灣省漁業生產合作社聯合社」。
- 1950年：漁會聯合會與生產合作社聯合社再合併為「臺灣省漁會」。
- 1955年：依據臺灣省政府《臺灣省各級漁會改進辦法》實施漁會全面改進，完成以後確立省、區二級制制度。
- 2012年11月8日：因應《漁會法》修正，臺灣省漁會組織再改組升格為「中華民國全國漁會」，成為第一個升格的全國性漁會，並於當日舉行揭牌儀式。[4][5]

### 會址搬遷
- 日治時期為「臺灣水產業會」，設在臺灣總督府殖產局（今中華民國總統府）3樓。
- 1945年，從總統府遷出，租用臺北市漢口街一段51號2樓。
- 1949年，購置遷入臺北市開封街一段34巷6號。
- 1980年，再遷至臺北縣三重市（今新北市三重區）三重示範魚市場。
- 1982年11月16日，遷入今址（新北市三重區力行路一段6號）。[2]

## 組織

### 組織架構
由臺灣省20個區漁會、新北市5個區漁會、桃園市2個區漁會、臺中市1個區漁會、臺南市2個區漁會、高雄市7個區漁會及福建省2個區漁會，共計39個區漁會會員組成。
- 會員代表大會
  - 理事會
    - 理事長

  - 監事會
    - 常務監事
      - 總幹事
        - 秘書

行政業務組織
- 會務部
- 供銷部
- 財務部
- 輔導部
- 推廣部
- 三重示範魚市場

### 區漁會
| 北區 - 基隆區漁會 - 貢寮區漁會 - 瑞芳區漁會 - 萬里區漁會 - 金山區漁會 - 淡水區漁會 - 桃園區漁會 - 中壢區漁會 - 新竹區漁會 中區 - 南龍區漁會 - 通苑區漁會 - 臺中區漁會 - 日月潭區漁會 - 彰化區漁會 - 雲林區漁會 | 南區 - 南縣區漁會 - 南市區漁會 - 興達港區漁會 - 梓官區漁會 - 彌陀區漁會 - 永安區漁會 - 高雄區漁會 - 嘉義區漁會 - 小港區漁會 - 林園區漁會 - 東港區漁會 - 林邊區漁會 - 枋寮區漁會 - 恆春區漁會 | 東區 - 臺東區漁會 - 新港區漁會 - 花蓮區漁會 - 蘇澳區漁會 - 頭城區漁會 離島區 - 澎湖區漁會 - 金門區漁會 - 馬祖區漁會 - 綠島區漁會 - 琉球區漁會 |

## 延伸讀物
- 胡忠一、范雅鈞著，《1624-2015：台灣漁會大事年表》，台北市：中華民國農民團體幹部聯合訓練協會，2016年。ISBN 978-986-86063-5-7

## 外部連結
- 中華民國全國漁會（页面存档备份，存于）